# Servitenkloster Radeburg
Das Servitenkloster Radeburg war eine Niederlassung des Bettelordens der Serviten (Ordo Servorum Mariae: OSM, volkstümlich auch Marienknechte genannt) in Radeburg im Landkreis Meißen (Sachsen). Das Kloster wurde um 1320 gegründet und 1536 aufgegeben.

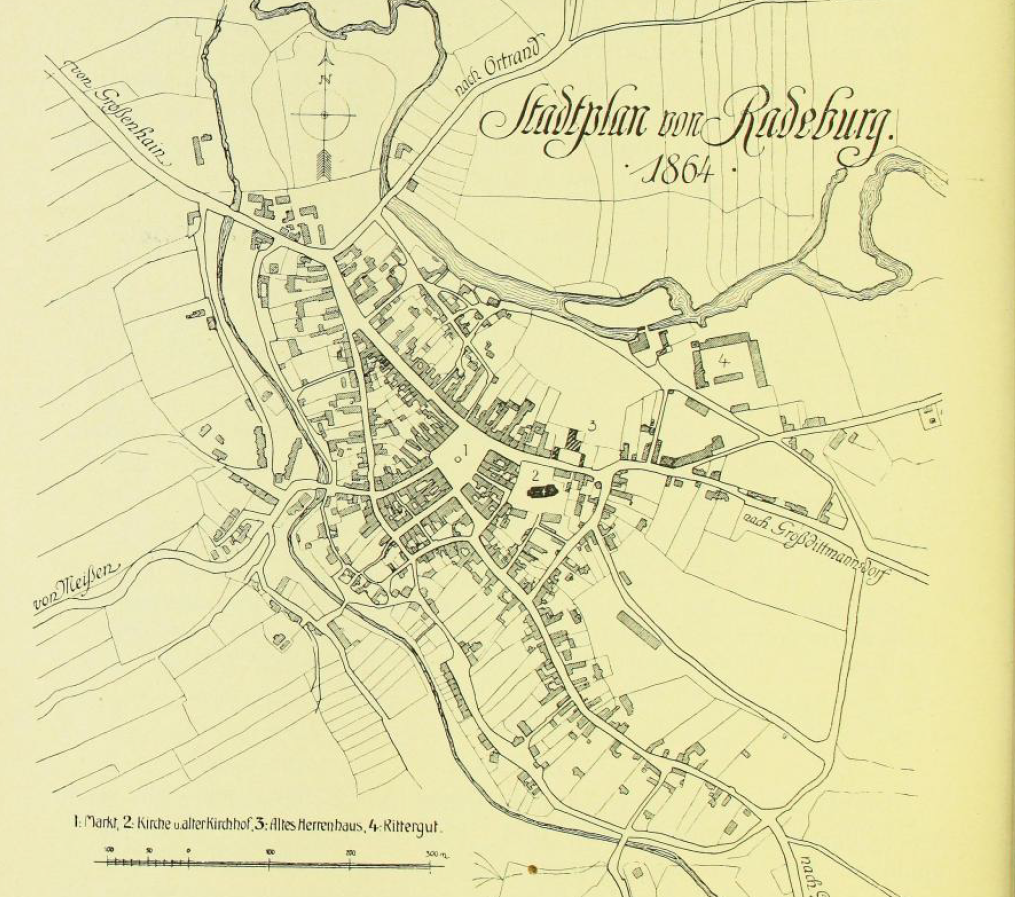
Stadtplan 1864, aus Gurlitt, 1914

## Lage
Das Kloster lag in der Ecke Carolinenstraße/Klostergasse, Die Klostergasse in Radeburg ist selbstredend nach dem ehemaligen Servitenkloster benannt. Auch alte Flurnamen der näheren Umgebung von Radeburg wie Klosterfelder und Mönchswiesen erinnern noch an das ehemalige Kloster.

## Geschichte
Um/Nach 1306 gründete Heynemann von Nuwendorf ein Hospital für arme Leute in Radeburg. Da in einer späteren Urkunde erwähnt wird, dass er einige der geschenkten Güter von Markgraf Friedrich I. zu Lehen trug, dürfte die Schenkung frühestens ab 1306/07 erfolgt sein. Um 1320 wurde das Hospital durch Bischof Withego II. von Meißen dem Servitenorden übergeben. Nach Zinkl soll der größere Teil seiner Mitglieder zu Anfang des 14. Jahrhunderts nach Großenhain gegangen sein, wegen Mangel an Lebensunterhalt. Bisher gibt es keinen Nachweis für diese Behauptung, Toller tut sie als Vermutung ab.
1486 besuchte der Generalprior der Serviten Antonius Alabanti die Ordensprovinz Alamania und hielt im Konvent in Germersheim ein Provinzialkapitel ab. Dazu wurde auch ein Register erstellt, das die Anzahl der Mönche, die Kirchengeräte und die Einkünfte der jeweiligen Klöster fest hielt, außerdem die Abgaben der einzelnen Klöster an die Ordenszentrale. Das Kloster in Radeburg musste immerhin 4 Gulden abgeben, ein vergleichsweise hoher Betrag wenn man ihn mit den anderen wesentlich besser besetzten Klöstern vergleicht.
Der Konvent war zum Ende des 15. Jahrhunderts sehr klein, und das Kloster war sehr arm; 1486 lebte nur noch ein Priestermönch dort, der zugleich auch Prior war. Er kam aus dem Erfurter Servitenkonvent. In der Sakristei gab es zwei Silberkelche, ein großes silbernes Pace, zwei damastene Messgewänder und andere Messgewänder, die ausreichend für dieses Kloster waren, ein Missale und ein Votivale. An Geldzinsen standen dem Konvent jährlich sechs Gulden zu. Der Fruchtzins betrug nur drei Staria Roggen und Hafer (ein Scheffel = 8 Staria). Außerdem gehörten dem Kloster noch zwei Hufen; hier ist allerdings kein Geldbetrag genannt. Die sonstigen Einnahmen beliefen sich auf einen Gulden.
Der „Pirnaische Mönch“ (= Johannes Lindner) schrieb um/vor 1530 über Radeburg: ... hat ouch ein slos und clösterlein, Marienknechten, ist ser verwust.
Nach Toller gehörten dem Kloster einige Äcker, Wiesen und ein Stück Wald. Der Wald war 1536 von den letzten Mönchen zum größten Teil schon geschlagen worden. Die Felder waren einem Bauern gegen die Hälfte der Ernte verpachtet. Das Einkommen des Klosters betrug jährlich 6 Gulden, 2 Groschen und zehn Pfennige, außerdem einen Malter und sechs Scheffel Korn und fast vier Scheffel Hafer (nach altem Maß).
Noch zu katholischer Zeit 1536 wurde das Kloster aufgelöst und wieder in ein Hospital umgewandelt (Sachsen wurde erst 1539 nach dem Tod von Herzog Georg evangelisch). Die Herren von Bünau als Klostervögte berichteten 1544, dass in den vergangenen 49 Jahren (also seit 1495), seit sie in Radeburg ansässig waren, nie mehr als ein oder zwei Mönche im Kloster lebten. Die letzten zwei, drei Mönche sollen ein wenig klösterliches Leben geführt haben. Einer soll einen Kelch gestohlen und verkauft haben, um seiner Geliebten Kleider zu kaufen. Außerdem hätten sie von der Substanz gelebt wie die Herren von Bünau klagten, alles verschlemmt und umgebracht (= verprasst). Die Kirche und die Klostergebäude verfielen, Schäden wurden nicht ausgebessert. Das Holz im klostereigenen Wald wurde geschlagen und verkauft. Der letzte Mönch, vermutlich ein Herr Kaspar wollte 1536 mit Geliebter und Kind heimlich Radeburg verlassen, und nahm die Getreidevorräte des Klosters mit. Er wurde aber gestellt und brachte zu seiner Verteidigung vor, dass er sich im Kloster nicht mehr ernähren könne, und wollte den Herren von Bünau das Kloster überlassen. Er bestellte aus dem Servitenkloster Großenhain den dortigen Prior Kaspar Starke und einige andere Mönche des dortigen Konvents. Aber auch die Großenhainer Mönche erklärten sich außer Stande, das Kloster in Radeburg zu erhalten. Sie schlossen mit den Herren von Bünau einen Vertrag, dass das Kloster wieder in ein Hospital umgewandelt werden sollte. Nach dem ausgehandelten Vertrag vom 11. Oktober 1536 sollte das Kloster in Großenhain die Hälfte des noch vorhandenen Viehs bekommen, wobei das Kloster die erste Wahl hatte. Außerdem erhielt das Kloster in Großenhain einen jährlichen Zins von 3 Gulden vom zukünftigen Hospital. Die übrigen Einkünfte verblieben beim Hospital. Die Brüder Heinrich von Bünau, Domherr und Propst zu Bautzen und Rudolf der Ältere von Bünau zu Radeburg baten zunächst den Bischof Johannes VII. von Meißen um seine Zustimmung zum Vertrag, die sie auch erhielten. Und schließlich gab auch 1537 Herzog Georg seine Zustimmung zur Rückverwandlung des Klosters in ein Hospital.
Dem wieder gegründeten Hospital wurde allerdings auferlegt, dass es wöchentlich eine Messe für die ursprünglichen Stifter und Wohltäter halten müsse. Auch dem Kloster in Großenhain wurde auferlegt, diesen Stiftern und Wohltäter fürbittend zu gedenken. Dem Servitenorden wurde das Recht eingeräumt, das Hospital wieder zu einem Kloster zu machen, falls der Orden wieder in der Lage dazu wäre, gegen Erstattung der inzwischen aufgewendeten Kosten für die Wiederherstellung der Gebäude und eventuelle Verbesserungen.
1544 und 1555 behaupteten die Herren von Bünau zu Radeburg, dass das Radeburger Kloster älter als das Servitenkloster in Großenhain gewesen sei. Die herzogliche Kanzlei behauptete jedoch, dass das Radeburger Kloster dem Kloster in Hayn in alter Zeit zugestanden habe. Dem widersprachen die Herren von Bünau vehement, das Kloster in Hayn habe dem Radeburger nie etwas zu gebieten gehabt. Nach Toller war jedoch 1536 der Prior Johannes Goich und der Senior Kaspar Starke des Großenhainer Servitenklosters samt ihrem Konvent superattendentes, d. h. sie hatten die kirchliche Aufsicht über das Radeburger Kloster. Nach Toller ist es am wahrscheinlichsten, dass das Radeburger Kloster ursprünglich tatsächlich völlig selbständig war und erst zu Ende des 15., Anfang des 16. Jahrhunderts unter die Aufsicht des Großenhainer Servitenkonvents kam. Bereits 1486 war das Radeburger Kloster bereits fast erloschen. Lediglich ein Mönch lebte dort noch, der zudem aus dem Konvent von Erfurt kam.

## Priore
- bis 1486 Henricus Wigandi, prior, qui est de conventu de Erfordie,[6] war ab 22. Juli 1486 Prior in Halle, 1489 Prior in Erfurt
- ab 1486 Joannes Trutter[9]
- 1536 (?) Herr Kaspar, letzter Mönch und Prior?[10]

## Gebäude
Nach Toller bestand das Kloster aus einem dürftigen Wohnhaus für die Mönche, einem Viehstall, einer Scheune und einer Kirche. Er hält die frühere Ottilienkapelle für die ehemalige Klosterkirche, da die Kapelle 1539/40 unter der Collatur der von Bünau stand. Diese waren ja auch die Vögte des Klosters. Die Ottilienkapelle hatte 1539/40 drei Gulden Einkommen. Diese drei Gulden wurden nach der Säkularisation des Klosters zur Besoldung des Schulmeister verwendet. Von den Gebäuden hat sich nichts erhalten.